# Mladen Grdović
Mladen Grdović (* 28. července 1958 Zadar) je chorvatský zpěvák a skladatel.

## Diskografia
- 1994 - Nedjelja popodne
- 1996 - Nije u Šoldima sve - Mladen i Bepo - Croatia Records 5783909 EAN 3 850125 075776, CD
- 1997 - 18 Zlatnih Hitova -
- 1998 - Za sva vrimena, Mix hitova - [1]
- 1999 - Vitar nek puše -
- 2000 - Kada se ljubav u vino pretvori -
- 2002 - I za dušu i za tilo -
- 2003 - Evo mene moji ljudi -
- 2004 - 20 Hitova -
- 2006 - E, da mi je vratit vrime - [2][3]
- 2007 - Zlatna kolekcija - Croatia Records 5734673 EAN 3 850125 734673, 2CD
- 2008 - Da te nima - Croatia Records 5783909 EAN 3 850125 783909, CD
- 2009 - Dobro jutro ti, more - Croatia Records 5783909 EAN 3 850125 874263, CD